# Publish/subscribe
In informatica, l'espressione publish/subscribe (o publisher/subscriber, talvolta abbreviata in pub/sub) si riferisce a un design pattern o stile architetturale utilizzato per la comunicazione asincrona fra diversi processi, oggetti o altri agenti.
Per la sua natura di integrazione tra diverse sorgenti software, il pattern publish/subscribe può essere considerato un middleware.

## Funzionamento
In questo schema, mittenti e destinatari di messaggi dialogano attraverso un tramite, che può essere detto dispatcher o broker. Il mittente di un messaggio (detto publisher) non deve essere consapevole dell'identità dei destinatari (detti subscriber); esso si limita a "pubblicare" (in inglese to publish) il proprio messaggio al dispatcher. I destinatari si rivolgono a loro volta al dispatcher "abbonandosi" (in inglese to subscribe) alla ricezione di messaggi. Il dispatcher quindi inoltra ogni messaggio inviato da un publisher a tutti i subscriber interessati a quel messaggio.
In genere, il meccanismo di sottoscrizione consente ai subscriber di precisare nel modo più specifico possibile a quali messaggi sono interessati. Per esempio, un subscriber potrebbe "abbonarsi" solo alla ricezione di messaggi da determinati publisher, oppure aventi certe caratteristiche.  
Questo schema implica che ai publisher non sia noto quanti e quali siano i subscriber e viceversa. Questo può contribuire alla scalabilità del sistema.